# 제1차 후나 전쟁
제1차 후나 전쟁은 502년부터 515년까지 일어난 굽타 제국과 후나족(알촌 훈족) 간의 전쟁이다. 후나족의 굽타 제국 침공은 고대 인도 역사에서 중추적인 사건으로, 굽타 제국의 행정 구조, 특히 봉건 제도에 의해 촉진되었다. 이 구조는 후나 왕이 지역 지도자들로부터 지지를 얻도록 하여, 그들의 침략을 도왔다. 에란에서 발견된 비문들은 이 역동성에 대해 조명했다.
부다굽타의 통치 기간 동안 굽타 시대 165 (서기 484년)로 추정되는 비문은 마하라자 마트리브슈누와 그의 형제 단야비슈누의 건축물을 강조한다. 그러나 마트리브슈누가 사망한 후 토라마나 사히 자우블라의 통치 기간 동안 단야비슈누의 비문은 서기 484년 이후에 발생한 후나 침략자에 대한 그의 충성 이동을 나타낸다.
굽타력 191년(510년)의 또 다른 비문은 바누굽타 왕이 후나족에 대항하여 싸워서 그의 장군 고파라자의 죽음을 낳은 전투에 대해 이야기한다. 이 전투는 후나족이 말와 동부로 침입하는 것을 막거나 그들을 그 지역에서 쫓아내는 것을 목표로 했다. 후나족의 점령의 정확한 날짜는 아직 불확실하지만 토라마나는 서기 510년경에 말와를 확실히 통치했을 것이다.
바누굽타의 에란 비문은 다양한 해석에 이르게 하면서 다양한 번역을 거쳤다. 1888년에 처음으로 번역되었지만, 그것은 서기 510년에 바누굽타가 토라마나와 조우했을 것을 암시했다. 그러나 1981년의 수정된 번역은 토라마나와의 전투에 대한 암시를 없애면서, 아마도 마이트라카와의 전투를 나타낸다.
말와에서 벌어진 결정적인 전투에서 바누굽타는 토라마나에게 패배했고, 이는 후나족의 지역 정복으로 이어졌다. 토라마나의 정복은 마가다까지 확대되었고, 굽타 황제 나라심하굽타 발라디티야는 벵골로 후퇴할 수밖에 없었다. 토라마나가 에란에 남긴 글은 말와 동부에 대한 그의 통치를 확인시켜준다.
토라마나의 통치 기간은 오늘날의 우타르프라데시주에서 가우다까지 정복하며 정치적 격변기를 기념했다. 그의 전략적 접근은 중앙 지방에서 그의 권력을 강화하면서 굽타 제국 내의 내부 불화에 영향을 미쳤다. 토라마나는 마침내 지역 인도 통치자들에 의해 패배했고, 프라카샤다르마 왕이 515년에 그를 패배시켰고, 제1차 후나 전쟁의 끝을 나타냈다.
대방광보살장문수사리근본의궤경은 나라심하굽타와의 전투에서 서쪽으로 돌아온 토라마나가 바라나시에서 죽었다는 것을 언급한다. 패배한 후나족은 펀자브로 후퇴하여 제1차 후나 전쟁을 끝내고 고대 인도의 정치 지형을 재편성했다.